# Гряда (Шептицький район)
Гряда́ — село в Україні (до 1939 року — Мирівка, засноване у 1842 році графом Міром), у Шептицькому районі Львівської області. Населення становить 112 осіб.

### Геологія
В широкому географічному плані територія Гряди — це північна, найнижча частина Галичини, західна, болотиста частина території Буго-Стирського природного району Малого Полісся (Буго-Стирська межирічна хвиляста рівнина або впадина являє собою частину Головного європейського вододілу).
З геологічної точки зору Гряда розміщена на південно-західній окраїні Руської платформи в межах Волино-Подільської плити‚ західний схил якої утворює Львівську мульду (западину). З геоморфологічної точки зору — на Малополіській алювіально-водно-льодовиковій рівнині. Цікаво буде знати, що за геологічну історію Волино-Подільську плиту кілька разів заливало море, на дні якого утворилися морські відклади. Глиниста кора, яка утворилася в результаті вивітрювання цих сенонських мергелів, є водонепроникною, що в значній мірі сприяє заболоченню території атмосферними опадами… Грядівська глина використовувалася у 80-90 роках 20 ст., а ще раніше — в середині 60-х років — у тому ж місці (на ур. Корчунок) були спроби, невдалі через велику наводненість, копати глину місцевим цегельним заводом.
Саме по лінії населених пунктів Радехів — Вузлове — Шайноги — прилеглі південно-східні ліси Гряди — Незнанів — Полонична — Грабова (Золочівського району) проходить вододіл між Балтійським та Чорноморським басейнами. Лише село Мазярня-Каранська із своїми околицями повністю належить до Чорноморського басейну.

## Назва
Раніше носило назву Мирівка.

## Історія
Мотивацією для активного заселення цих територій в середині 19 століття і раніше було насамперед стягнення робочої сили для вирубки лісів, осушення і обробітку ґрунтів, розведення тваринництва, обслуговування промислових об'єктів. …На теперішніх землях Радехівського, Буського та Кам'янка-Бузького районів на зламі польської доби і австрійського періоду владарювали сполячені Міри… У 1763 році Йосиф Мір, який успадкував від батька — графа Вільгельма Міра, генерал-майора королівських військ, Радехів і Холоїв і називав себе графом тих міст, скупив землі Бузького староства… Він, згідно зі звичаями своїх предків, надавав перевагу розвитку промислів. Купуючи староство, Йосиф Мір добре оцінив його економічні можливості, які до нього не використовувалися сповна. Навіть після того, як став Буським старостою, він постійно мешкав у Холоєві. Розпочав вирубувати ліси, багато деревини вивозилося до Львова і продавалося для опалення, але більше або сплавлялося по Бугу до Гданська або на новозбудованих тартаках, у тому числі і на тартаку поблизу Будок Незнанівських, перероблялася на різноманітні будівельні матеріали — балки, клепки, дошки, лати тощо і поставлялося вже у такому (дорожчому) товарному вигляді.
Видобувалося деревне вугілля для ковалів, дьоготь та смоли, а також випалювалося вапно і копалася болотна бура залізна руда, поклади якої знаходилися в тутешніх лісах… (Антоній Шнайдер «Місто Буськ — Венеція польська» — львівський часопис «Dziennik Literacki» за 1866 рік № 44-48). В Чорному лісі поблизу нинішнього села Гряда був побудований поташний завод, у семи мазярнях вироблялося деревне вугілля і дьоготь, поширеним було виробництво гонти. Мір відправляв по річці Буг до Гданська окрім деревини, також збіжжя.
Йосиф Мір за час свого староства прокладав дороги з каменю. Саме за нього було прокладено кам'яну дорогу від села Холоєва до Буська, яка проходила через Чорний ліс, на північній стороні якого у 1842 році нащадками Міра буде закладено нову колонію Мирівка. Йосиф Мір був останнім Буським старостою та першим дідичом (паном) Буська, і хоча цей титул носив аж до 1792 року, джерела вказують, що фактично перестав він правити саме у 1772 році, коли за першим поділом Польщі Галичина входить до складу Австрії. Ще за життя Йосиф Мір частину свого багатства віддав синові Войцехові, який був одружений з австрійською графинею Кароліною Вайсенвольф, постійно проживав у Буську і мало переймався підприємницькою діяльністю. …Це майно в 1833 році на публічному аукціоні придбав кузен останнього дідича Буська (Йосифа Міра) граф Фелікс Мір(1788 р.н.), який ще 26 жовтня 1818 року одружився з на 12 років молодшою від нього своєю двоюрідною сестрою Агнєшкою, дочкою Йозефа Міра, проте подружжя провело довге спільне життя, народило і виховала п'ятеро дітей — трьох хлопців та двох дівчат, та й відійшли у вічність з невеликим проміжком часу: Фелікс помер 5 грудня 1857 року, Агнєшка — в 1860-х роках. Фелікс був повноправним господарем цих маєтків аж до 1856 року. Саме за його владарювання і була заснована у 1842 році нова колонія Мирівка.
Час заснування Мирівки припадає рівно на середину 146-річного австрійського правління. Вперше згадується Мирівка в документі, який датується 29 липня 1843 року (Фонд 186, Опис 1, Одиниця зберігання 1811, арк.1 — у Львівському державному центральному архіві України в м. Львові). Називається ця архівна справа «Журнал обліку земельних ділянок, алфавітний покажчик їх власників та опис меж с. Будки Золочівського округу» з поміткою у верхній частині титулу «Крайова земельно-податкова комісія м. Львів». Будки в цей час належали до домінії Буськ. За формою цей документ визначається як Протокол, складений і підписаний в тому числі і представниками громади Будок. У цій же справі міститься схематична карта території (арк.4), на якій у правому верхньому куті (північна сторона, на межі з Холоївськими землями) позначено поселення Мирівка, точно на тій же території, де знаходиться сьогоднішнє село Гряда. Таким чином, можемо стверджувати, що вже через рік після свого заснування Мирівка знайшла своє відображення не тільки в описових документах, але й в картографічних.
Адміністративно-територіально з часу свого заснування Мирівка належала до Будок, аж до їх знищення у 1944 році. В кадастрових картах, зокрема за 1844, 1897, 1938 роки (Ф.186, Оп.6, Спр.94, 95, 94), Мирівка відображається в межах села Будки, натомість на таких же картах Незнанова її немає. На титулах цих документів постійно зазначається «Будки з місцевістю Мирівка».
На етапі заселення (1842—1860 роки) у Мирівці було 12 осель, станом на 31 грудня 1844 року у них проживало 66 мешканців, з яких найбільше — 13 — у домі № 92 (глава родини Загасайло Тимофій), по 7 — у № 98 (Грай Петро), № 99 (Лепех Теодор), № 105 (Василик Антон), по 6- у № 100 (Харко Данило), № 102 (Стрижевський Тома), № 103 (Притула Теодор), по 5 — у № 97 (Шкарабан Максим), № 101 (Федина Іван), 3 — у № 104 (Політило Іван), 2 — у № 106 (Миськів Микола), 1 — у № 107 (Дроздовський Іван).
На кінець 60-х років 19 століття кількість осель становила 15, тобто збільшилась на 3: № 146 (Шкарабан Олексій, брат Максима), № 147 (Чуба Пилип, з Незнанова), № 149 (139) (Стрижевський Станіслав, син Томи).
20 осель налічувалося у Мирівці на кінець 70-х років: п'ятьом новозведеним тут присвоїли № 156 (Притула Андрій, син Теодора), № 157 (Притула Максим, син Теодора), № 158 (Василик Юхим, син Антона), № 174 (Войтович Микола, чоловік Варвари Філяровської, вдови Загасайла Павла з № 92), № 182 (Федина Іван-старший, молодший залишився господарювати у № 101).
Всі зазначені вище житла існували і у 80-х роках, у цей період була зведена лише одна садиба — № 193, у якій замешкала сім'я Грая Пахомія, сина первопоселенця Петра.
Станом на 1 січня 1900 року у Мирівці було вже 22 оселі, у яких проживало 147 людей. У другій половині 90-х років звели свої будинки № 239 та № 240 відповідно молоді сім'ї Стрижевського Михайла, сина Станіслава (Євстахія) і Лепеха Луки, сина Петра з № 100.
У першому десятилітті 20 століття на території Мирівки засновано ще три садиби: № 254 (Притула Іван, син Гаврила), № 263 (Сміхури, Притула Олексій — син Гаврила) і № 272 (Стрижевський Северин — син Івана), на початку другого десятиліття — ще одну: № 222 (Михайло Федина). На кінець австрійського періоду їх уже було 26, у яких станом на 31 грудня 1918 року щонайменше мешкало 188 людей. Таким чином, з часу заснування до кінця австрійського періоду (1918) кількість осель у Мирівці зросла більш, як удвічі, а населення — майже втричі. У зазначені дати на одне помешкання в середньому припадало 5,7 (1844 р.), 6,7 (1900 р.), 7,2 (1918 р.) жителів.
Перші 12 поселенців Мирівки прийшли сюди з сусідніх земель: 6 — Незнанова (Іван Політило, Данило Харко, Тимко Загасайло — народився на холоївських землях, Петро Грай, Теодор Лепех, Максим Шкарабан), по 2 — з Холоєва (Іван Дроздовський, Іван Федина) і Будок (Микола Миськів, Антон Василик), 1 (Теодор Притула) — з Полоничної і 1 (Тома Стрижевський), скоріш за все — з Язениці польської або безпосередньо з Польщі. У наступні десятиліття новоприбульці (зяті, невістки, окремі родини) походили також в основному з цих сіл та близьких до них
У різні часи село належало то до Белзького князівства, то до Золочівського циркулу, то до домінії Буськ, то до Камінко-Струміловського повіту, то до Сокальського району, то до Кам'янко-Бузького, то до Радехівського, знову — до Кам'янко-Бузького, а зараз до Шептицького району.

## Символіка

### Герб
У зеленому полі стоїть золотавий дуб з жолудями та з корінням над хвилястою основою, тричі перетятою на срібні та сині хвилі. У золотій главі — червоне серце, справа (ліворуч від глядача) — синій хрест, зліва — синій якір.
Стилізоване зображення дуба символізує багатство навколишніх лісових масивів, серед яких виникло поселення, міцність родового коріння грядівчан, єдність поколінь, їх розгалуженість, паростки нового життя (жолуді), а також
вказує на місцеву історичну пам'ятку — старезного дуба, що й нині стоїть у східній околиці села (за переказами під час одного із походів на Галичину під ним відпочивав Богдан Хмельницький).
Сині хвилясті смуги символізують розташування села на Головному Європейському вододілі, місцеве озеро «Корчунок», численні потоки у лісах, що впадають у річки, які несуть свої води на схід — у Чорне море, на захід — у Балтійське; а сірі хвилясті смуги вказують на нинішню назву села — Гряда.
Хрест, якір та серце є символами Віри, Надії та Любові і вказують на посвяту місцевого храму вмчч. Софії, її дочок Віри, Надії, Любові та свідчать про високу духовність мешканців села. Герб, згідно з правилами сучасного українського місцевого герботворення, вписано у декоративний картуш, увінчаний золотою сільською короною з колосків, яка символізує одвічний потяг грядівчан (мирівчан) до хліборобства. Під щитом — синя стрічка з золотистим написом: «ГРЯДА — 1842», що вказує на рік заснування села.

### Прапор
Прапор с. Гряда: квадратне полотнище, від древка йде зелена вертикальна смуга завширшки в 1/3 сторони, вільна частина складається з двох рівновеликих горизонтальних смуг — жовтої та синьої; на стику смуг — герб села у картуші та з сільською короною (заввишки в 2/3 сторони прапора).

## Пам'ятки
На краю Гряди впритул до колишнього клубу ще й досі стоїть старезний дуб з випаленим дуплом у ньому. Станом на весну 2010 року він мав об'єм 4 метри і 30 сантиметрів. Старожили з поколінь покоління розповідали, що коли тими місцями проходив Богдан Хмельницький, біля цього дуба він відпочивав, вже тоді дереву було 100 років. Можливо, саме завдяки цим переказам дерево не зрізали і по сьогодні. А от у його ровесників — ще двох дубів, які росли неподалік, у сторону Чорного лісу як їхати до Незнанова, доля невтішна: в 40-50 роках 20 століття в них випалили дупла, і бідолашні за якийсь час попадали.